# Óbuda
Óbuda è una storica città dell'Ungheria, che nel 1873 confluì con Buda e Pest a costituire Budapest, di cui oggi costituisce un quartiere, incluso nel distretto III (Óbuda-Békásmegyer).
In ungherese il nome significa antica Buda.

## Storia
A Óbuda sono presenti resti di insediamenti umani che risalgono fino all'età della pietra. Qui in epoca romana (I secolo) sorgeva Aquincum. La città, di cui si possono ancora vedere dei resti, fu capitale della provincia della Pannonia inferiore sin dal tempo di Traiano. Le tribù ungheresi vi arrivarono nel corso del X secolo e ne fecero una delle sedi dei principi prima, e dei re poi. In quell'epoca la città si chiamava Buda; fu solo dopo l'invasione dei Tartari (1241-1242), quando Béla IV ricostituì la capitale leggermente più a sud, in una posizione meglio difendibile, che assunse il nome attuale di Óbuda.
Studi tedeschi di filologia identificano in Óbuda il luogo dove sorgeva l'Etzeln burg, il leggendario castello di Attila secondo la saga della canzone dei Nibelunghi. Questa interpretazione non è tuttavia supportata da nessun ritrovamento archeologico.

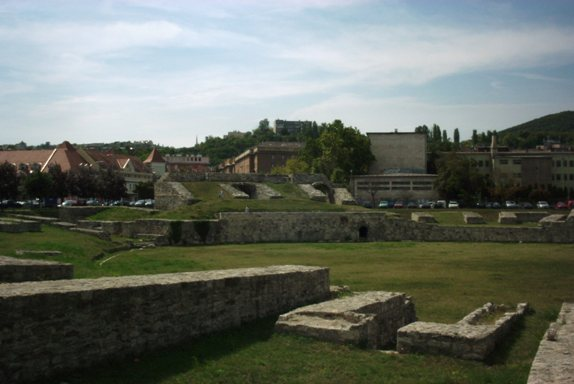
Resti dell'anfiteatro romano nel castrum legionario di Aquincum

## Amministrazione

### Gemellaggi
- Miercurea Ciuc[2]
- Valenciennes

### Città amiche
- Udine, dal 1992